# Rt Horn
Rt Horn (nizozemsko Kaap Hoorn, špansko Cabo Hornos, angleško Cape Horn) je uradno najjužnejša točka Južne Amerike. Rt se nahaja na majhnem otoku z imenom Hornos. Otok je del pokrajine Ognjena zemlja in upravno spada v državo Čile. Ime je dobil po nizozemskem mestu Hoorn. Južno od otoka se nahaja zloglasen Drakov preliv, ki je zaradi mešanja vode iz Atlantskega in Tihega oceana znan po izredno slabem vremenu, visokih valovih in ledenih gorah. Prehod je med pomorščaki dolgo časa veljal za edino možno pomorsko pot med Atlantikom in Tihim oceanom. Z odprtjem Panamskega prekopa leta 1914 je ladijski promet okoli rta počasi upadel. Danes rt predstavlja izziv za številne pomorščake, ki se udeležujejo pomorsko-hitrostnih dirk okoli sveta. Rt je tudi turistična točka za številne turiste, ki se udeležujejo križarjenj okoli Ognjene zemlje in Antarktike.

## Geografija in podnebje
Rt Horn se nahaja na otoku Hornos, ki je del skupine Hermitskih otokov na koncu Ognjene zemlje. Označuje najsevernejši konec Drakovega prehoda, preliva med Južno Ameriko in Antarktiko. Meridijan, ki predstavlja ločnico med Atlantskim in Tihim oceanom poteka točno čez rt. Celotno območje okoli rta se nahaja v nacionalnem parku Cabo de Hornos. Otok obdajajo strme pečine ter je poraščen s travo in je popolnoma brez drevja.
Sprva se je rt imenoval Kaap Hoorn, po nizozemskem mestu Hoorn. Kasneje pa so Angleži ime prevedli v Cape Horn, Španci pa so ga poimenovali Cabo Hornos. Otok na katerem leži rt se nahaja v čilskih teritorialnih vodah, čilska vojska pa ima v bližini rta postavljeno opazovalno postojanko. Na samem rtu se nahaja svetilnik, kapela in skulptura, ki ponazarja albatrosa v čast vsem mornarjem, ki so umrli med poizkusom prečkanja rta.
Podnebje na otoku je večino časa mrzlo. Čeprav na otoku niti v njegovi bližini ni uradnih metereoloških postaj je študija, ki je bila narejena med letoma 1882 in 1883 ugotovila, da na leto v povprečju pade 1.357 mm dežja temperatura pa se giblje okoli 5,2 °C. Večino časa je vetrovno, veter piha s hitrostjo okoli 30 km/h sunki vetra pa presežejo tudi 100 km/h.

## Zgodovina
Leta 1578 je ladjo San Lesmens, kateri je poveljeval Francisco de Hoces, zaneslo južno od Magellanovega prehoda. Kapitan je v svoj dnevnik zapisal, da je videl kraj, kjer se je zemlja končala. Triinpetdeset let kasneje, leta 1578, je Francis Drake po prečkanju Magellanovega prehoda v viharju zašel proti jugu. Čeprav Drake nikoli ni videl rta je slutil, da se je kopno končalo in da se proti jugu razprostira obsežen ocean, ki povezuje Atlantik in Tihi ocean.
V 17. stoletju se je z razvojem tehnologije in odkritjem novih dežel povečevalo tudi trgovanje preko svetovnih morij. Monopol nad trgovanjem s prekomorskimi deželami, predvsem Azijo, je takrat držala Nizozemska vzhodnoindijska družba. Do Azije sta takrat obstajali le dve poti, prva je potekala okoli Rta dobrega upanja druga pa skozi Magellanov prehod na skrajnem jugu Južne Amerike. Čeprav sta bili obe poti izredno nevarni pa je še najbolj izstopala pot skozi zahrbten in s čermi posejan Magellanov preliv. Da bi si nizozemski pomorščaki olajšali pot skozi Magellanov preliv so organizirali raziskovalno odpravo, ki bi poiskala lažjo pot ter še neodkrito celino Terra Australias. Raziskovalna odprava se je iz Nizozemske odpravila junija 1615 z ladjama Eendracht in Hoorn. Ladja Hoorn se je na poti potopila, zato je Eendracht sama nadaljevala pot. 29. januarja 1616 je odprava odkrila najjužnejšo točko Amerike in jo poimenovala rt Horn. Dolgo časa so raziskovalci menili da je rt najjužnejša točka Ognjene zemlje šele leta 1625 pa so  odkrili da se rt nahaja na majhnem otočku. Zaradi izredno slabih vremenskih razmer, ki so vladale v Drakovem prehodu je bila pot okoli rta skoraj tako zahtevna kot skozi Magellanov prehod.
Trajnejše poti okoli rta so se vzpostavile šele v 18. stoletju z razvojem Clipperjev, ki so iz Avstralije v Evropo prevažali volno, pšenico, koruzo in zlato. Z odkritjem zlata v Kaliforniji in Aljaski se je promet okoli rta še dodatno povečal saj je bila, do izgradnje transkontinentalne železnice, to edina možna pot na zahodno obalo ZDA. Zardi izredno zahtevnih razmer, ki so vladale okoli rta marsikatera ladja poti ni preživela. Edina postojanka, na katero so se ladje na poti okoli Amerike zanašale je bila na Falklandskih otokih. Marsikateri vihar je na poti ladjo tako poškodoval, da je cena popravila presegla ceno tovora zato je Port Stanley na Falklandskih otokih postal pokopališče ladij.
Z odprtjem Panamskega prekopa, leta 1914, je pot okoli rta počasi zamrla. Izjema so bile le nekatere nemške trgovske družbe, ki so trgovale z Avstralijo in Južno Ameriko in so za pot okoli rta uporabljale posebne ladje prilagojene negostoljubnim razmeram, ki so vladale v Drakovem prehodu. Zadnja jadrnica, ki je na poti iz Avstralijo v Evropo plula okoli rta je bila Pamir, last nemške družbe Flying P-Liner, to naloga je opravljala do leta 1949. Najbolj znan in odmeven poizkus prečkanja rta se je zgodil leta 1788. Takrat je ladja HMS Bounty poizkušala okoli Južne Amerike priti na Tahiti, kjer naj bi naložila sadike kruhovca. Zardi izjemno slabega vremena se je ladja tik pred rtom obrnila in pot nadaljevala okoli Južne Afrike. Poizkus prečkanja je bil eden izmed številnih vzrokov, ki so na koncu pripeljali do znamenitega upora.
Danes okoli rta ne vodijo nobene komercialne ladijske poti. Občasno Drakov prehod prečkajo le tankerji in tovorne ladje, ki so prevelike za prečkanje Panamskega prekopa. Zadnja leta je v porastu tudi turizem zato je Rt Horn priljubljena točka turistov na križarjenjih okoli Ognjene zemlje  in Antarktike.

## Jadranje okoli rta
Pot ki vodi okoli Rta Horn je ena izmed najbolj nevarnih ladijskih poti na svetu saj se rt nahaja na 56° stopinj južno (za primerjavo rt Agulhas v Afriki se nahaja na 35°, otok Stewart na Novi Zelandiji pa na 47°), s čimer je to eden izmed najbolj južnih rtov na svetu. Na tako južnih zemljepisnih širinah predstavlja veter zelo velik problem. Na južnih zemljepisnih širinah pod 40° veter piha od zahoda proti vzhodu in to tik nad morsko gladino, zato se v normalnih razmerah jadrnice temu izogibajo, pri Rtu Horn pa to ni mogoče saj se ta nahaja na 56°, kar pomeni, da rt ladje usmeri na najbolj viharno morje na svetu. Učinek vetra pa se v Drakovem prehodu zaradi bližine Ognjene zemlje in Antarktike še dodatno ojača.
Izredno velik problem so tudi valovi. V južnem Tihem in Atlantskem oceanu veter ustvarja visoke valove, ki pa se na odprtem morju zaradi same velikosti oceana ne opazijo. Ko pa ti valovi pridejo v ozek in relativno plitev Drakov prehod, njihova velikost enormno naraste in predstavljajo nevarnost za ves ladijski promet. V primeru, da se morski tok in veter ujameta, pa zna velikost valov doseči tudi 30 m, takim valovom pravijo ubijalski valovi, čeprav so redki so bili najpogosteje zabeleženi prav v vodah okoli Rta Horn. Velik problem prestavljajo tudi ledene gore, ki prihajajo z Antarktike in so v viharnem morju pokončale marsikatero ladjo.
Prav zardi tako zahtevnih razmer, ki vladajo okoli rta, ta predstavlja izziv za številne jadralce po vsem svetu. Prvi, ki naj bi samostojno objadral rt, je bil Joshua Slocum, leta 1895. Temu je na 13 m jadrnici sledil Conor O'Brion skupaj s svojimi tremi prijatelji na poti okoli sveta med letoma 1923 in 1925. Leta 1934 je Norvežan Al Hansen v jadrnici 'Mary Jane' samostojno objadral rt iz vzhoda proti zahodu (t. i. napačna pot, saj vetrovi pihajo z zahoda proti vzhodu, kar pomeni, da je v izredno težkih razmerah plul v veter). Kasneje je doživel brodolom na obalah Čila. Prvi, ki je samostojno objadral rt ter nato svet, je bil Vito Dumas na svoji 10 m jadrnici 'Lehg II'. Njemu so nato sledili še mnogi. Enaintridesetega marca 2010 je rt objadrala šestnajstletna Abby Sunderland, s čimer je postala najmlajša oseba, ki je samostojno objadrala rt. Z razvojem tehnologije je rt postal dostopen bolj kot kadarkoli prej, saj ga lahko objadrajo praktično vsi, ki so dovolj dobri jadralci, tako danes ne mine dan, da rta ne bi objadrala kaka jadrnica.
Danes okoli sveta ter s tem okoli Rta Horn potekajo številne jadralska tekmovanja. Eno prvih takih je bilo 'Sunday Times Golden Globe Race'. Tega je nato nadomestila 'BOC Challenge', ki se je nato preimenoval v 'VELUX Oceans Race' ter številne druge kot so 'Vendeeo Globe', 'Volvo Ocean Race', 'Whitebread Round the World Yacht Race', 'Jules Verne Trophy' ter številne druge.